# هورتينسيا بوسي
هورتينسيا بوسي سوتو دي أليندي (ولدت في 22 يوليو 1914 - 18 يونيو 2009) زوجة الرئيس التشيلي سلفادور أليندي، تزوجت منه في عام 1940 حتى انتحاره بعد انقلاب 1973 في تشيلي، وتولت منصب السيدة الأولى في شيلي من عام 1970 إلى عام 1973، وبناتها هم و بياتريس وإيزابيل وكارمن باز.

## الحياة

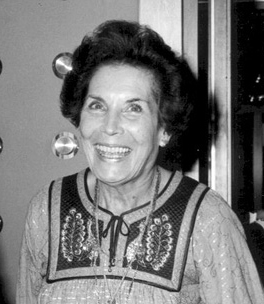
هورتينسيا بوسي دي أليندي في حفل استقبال أقامه رئيس منظمة التقدم الدولية في فندق شيراتون في بروكسل (28 سبتمبر 1984)

ولدت بوسي، الملقبة ب«تينشا» في رانكاغوا لعائلة ميسورة الحال، كانت ابنة سيرو بوسي، الضابط في البحرية التجارية في البلاد ومرسيدس سوتو غارسيا، وتخرجت من جامعة تشيلي مدرس للتاريخ والجغرافيا وعملت أمينة مكتبة في مكتب الإحصاء الوطني.
إلتقت بوسي بزوجها المستقبلي في أعقاب زلزال تشيلان عام 1939، والذي قتل فيه أكثر من 40.000 تشيلي، وشاركوا في حملة من أجل أولئك الذين أصبحوا بلا مأوى بسبب الزلزال، ثم تزوجا بعد عام في عام 1940.
ثم أصبح أليندي وزير الصحة في حكومة الجبهة الشعبية بيدرو أغيري سيردا، في بداية حياته السياسية، وبعد الانقلاب العسكري الذي أطاح بزوجها، ذهبت بوسي إلى المنفى في المكسيك، وقامت بحملة ضد نظام بينوشيه
و في عام 1975 كانت عضوًا في لجنة التحكيم في مهرجان موسكو السينمائي الدولي التاسع، وفي عام 1977 ترشحت لمنصب رئيس جامعة جلاسكو، وخسرت أمام الطالب جون بيل وعادت إلى تشيلي عام 1988.

## وفاتها
عادت بوسي إلى تشيلي عام 1990 بعد 17 عامًا في المنفى وحافظت على هدوئها،و توفيت عن عمر يناهز 94 عامًا في سانتياغو